# Едвард Брансфілд
Едвард Брансфілд (бл. 1785, Корк, Манстер, Ірландія — 31 жовтня 1852, Брайтон, Брайтон і Гоув, Східний Сассекс, Англія, Сполучене Королівство) — британський мореплавець ірландського походження, який відкрив 30 січня 1820 року півострів Триніті — північний край Антарктичного півострова.
Разом із Фабіаном фон Беллінсгаузеном, Натаніелем Палмером і Вільямом Смітом вважається одним із першовідкривачів Антарктиди.

## Походження та початок кар'єри
Едвард Брансфілд народився близько 1785 року в Баллінакуррі, графство Корк, Ірландія. Католицька родина  Брансфілдів вважається відомою і шанованою. Едварда у дитинстві відвідував місцеву Хелдж-школу. А в 18-річному віці він почав службу моряком на лінійному кораблі HMS Ville de Paris, де він жив у каюті з Вільямом Едвардом Паррі, тоді двадцятирічним мічманом. Пізніше той також став відомий у полярних мандрівках. Через два роки Брансфілд як здібний моряк у 1805 році був переведений корабель HMS Royal Sovereign (який брав участь у Трафальгарській битві у 1805 році). 1812 року Едвард служив на HMS Goldfinch.
У період між 1814 та 1816 роками деякий час служив на декількох кораблях п'ятого рангу. Потім 21 лютого 1816 року Едвард Брансфілд був переведений на корабель четвертого рангу HMS Severn, що брав участь у війні в Алжирі. У вересні 1817 року Брансфілда перевели служити на HMS Andromache під командуванням капітана Вільяма Шірреффа.

## Відкриття Антарктиди

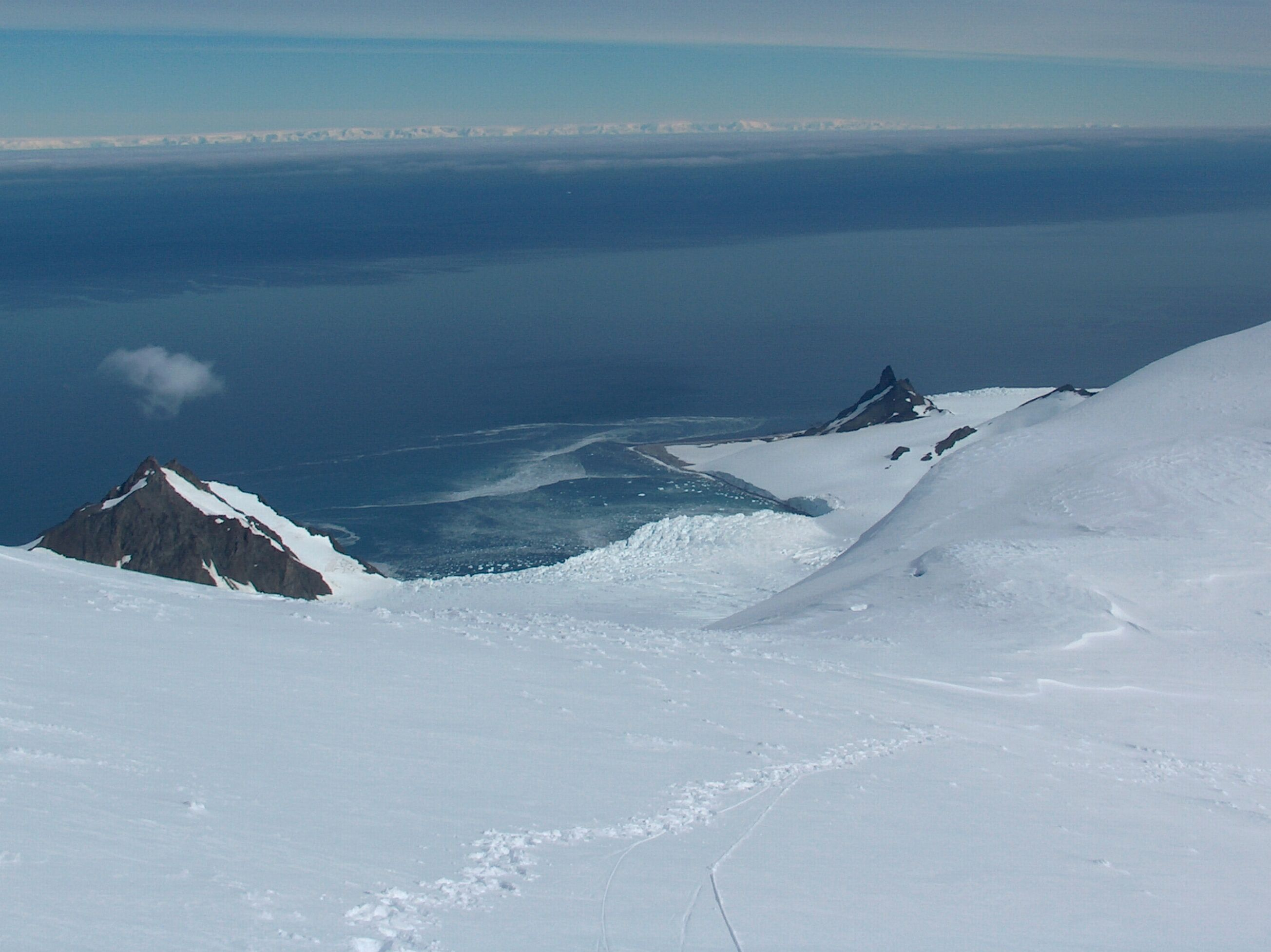
Протока Брансфілд з гір Тангра, острів Лівінгстон; Антарктичний півострів на задньому плані

Протягом 1773 року британський першовідкривач Джеймс Кук проплив за Південне полярне коло — із гордістю відзначаючи у своєму журналі, що він, безперечно, перший, хто колись перейшов цю лінію. Наступного року він повністю обійшов Антарктиду і досяг широти 71° 10' — найпівденнішої на той час точки, якої міг будь хто тоді досягти.
Джеймс Кук довів що існує шлях на Південний полюс, і так само шлях до можливих земель у південних широтах, але цей шлях є дуже складним і ризикованим, і що, ймовірно, грандіозний крижаний пояс є нездоланним. Жодної цивілізації він там також не знайшов. Тому англійське Адміралтейство втратило інтерес до Антарктики і звернуло свою увагу на тривалі пошуки Північно-Західного проходу. Минуло майже півстоліття, перш ніж хтось, зміг доплисти так само далеко на південь, як Джеймс Кук.
Протягом 1819 року під час обходу мису Горн Вільям Сміт, власник і шкіпер англійського торговельного корабля Вільямс, завернув на південь від несприятливих вітрів і відкрив те, що стало відомим як Південні Шетландські острови. Коли новини про це відкриття дійшли до Вальпараїсо, капітан Ширрефф з Королівського флоту вирішив, що питання вимагає подальшого розслідування. Він призначив Едварда Брансфілда капітаном зафрактованого корабля «Williams». Також Вільям Сміт став рульовим, а до складу екіпажу брига також були включені мічманами Партік Блейк, Томас Боун і Чарльз Пойнтер з HMS Andromache, а також лікар HMS Slaney Адам Янг.
Після недовготривалої подорожі до Південного океану Брансфілд та Сміт дійшли до Південних Шетландських островів. Брансфілд висадився на острові Кінг-Джордж і офіційно оголосив його володінням Британської корони від імені короля Георга III (який помер напередодні 29 січня 1820 року). Далі Едвард Брансфілд рухався в південно-західному напрямку повз острів Десепшен, не досліджуючи і не позначаючи його на картах. Повернувши на південь, він перетнув протоку, що зараз відома як Брансфілдська протока (названа так Джеймсом Ведделлом у 1822 році). А 30 січня 1820 року він разом із Смітом висадився на півострові Триніті — найпівнічнішій точці антарктичного материка. «Таким було відкриття Антарктиди», — пише англійський письменник Роланд Хантфорд.
На два дні раніше, 28 січня 1820 року, російська експедиція на чолі з Фабіаном Готтлібом фон Беллінсгаузеном наблизилася до шельфового льодовика в Східній Антарктиді на відстань приблизно за 20 миль від крижаного краю льодовика. Згідно з радянською історіографією, цей день вважається днем відкриття Антарктиди. Однак пізніші дослідження та дані експедиції Брансфілда та Сміта ставлять під сумнів це твердження.
Едвард Брансфілд зробив помітку у своєму журналі про дві «високі гори, вкриті снігом», одну з яких згодом Дюмон Д'Урвіль (англ. Dumont D'Urville) назвав горою Брансфілда на його честь.
Нанісши на карту частину півострова Триніті, Брансфілд пішов за краєм льодовика в північно-східному напрямку і виявив острови Елефант та Кларенс, які він також офіційно оголосив володіннями Британської корони. Він не плавав навколо острова Елефант і не називав його — острів назвали на честь морських слонів (від англ. elephant — «слон»), хоча повністю закартографував острів Кларенс.
Коли Брансфілд повернувся до Вальпараїсо, він передав свої карти та судновий журнал капітану Шірреффу, який передав їх Адміралтейству Великої Британії. Оригінальні карти досі знаходяться у відділі гідрографії у Тонтоні, Сомерсет, але сам журнал Едварда Брансфілда втрачено. Адміралтейство, схоже, все одно більше цікавилось пошуком Північно-Західного проходу. Дві приватні розвідки про історичне плавання Брансфілда були опубліковані протягом 1821 року.

## Пізніше життя
Про наступний період життя Едварда Брансфілда інформація відсутня. Він помер 31 жовтня 1852 року на шістдесят сьомому році життя і був похований у Брайтоні в Англії. Його дружина прожила ще десятиліття й була похована в одній могилі після його смерті в 1863 році.

## Вшанування та відзнаки

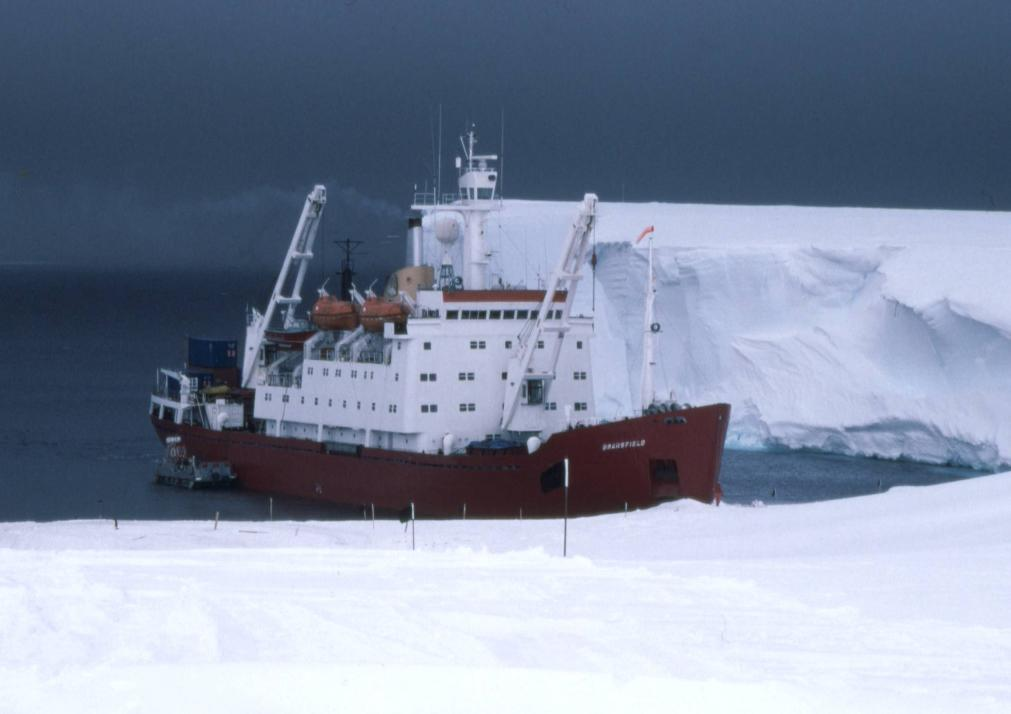
RRS Bransfield

На честь Едварда Брансфілда названі:
- протока Брансфілд — протока між Південними Шетландськими островами і Антарктичним півостровом;
- гора Брансфілд[en] — вершина на півострові Трініті;
- острів Брансфілд — острів поблизу північно-східного краю Антарктичного півострова;
- RRS Bransfield[en] — дослідне судно, спеціально побудоване для Британської Антарктичної Місії;
- Гора Брансфілд[8]

Протягом 2000 року Королівська пошта Британії видала пам'ятну марку на честь Едварда Брансфілда, але, оскільки точного зображення з ним не вдалося знайти, на марці зображено антарктичне експедиційне судно, назване на його честь.
У 1999 році могила Едварда Брансфілда, виявлена у занедбаному стані в Брайтонському церковному дворі, була відреставрована завдяки благодійній пожертві Шейли Брансфілд. У 2002 році вона написала магістерську роботу про його роль у відкритті Антарктиди в Морському інституті Гринвіча. Подія відзначилася церемонією, в якій взяли участь чиновники та вчені.
У січні 2020 року на його батьківщині планують встановити спеціальний пам'ятний знак із написом про те, що це була людина, яка першою побачила і нанесла на карту Антарктиду.